# آیوی لیگ (پوشاک)

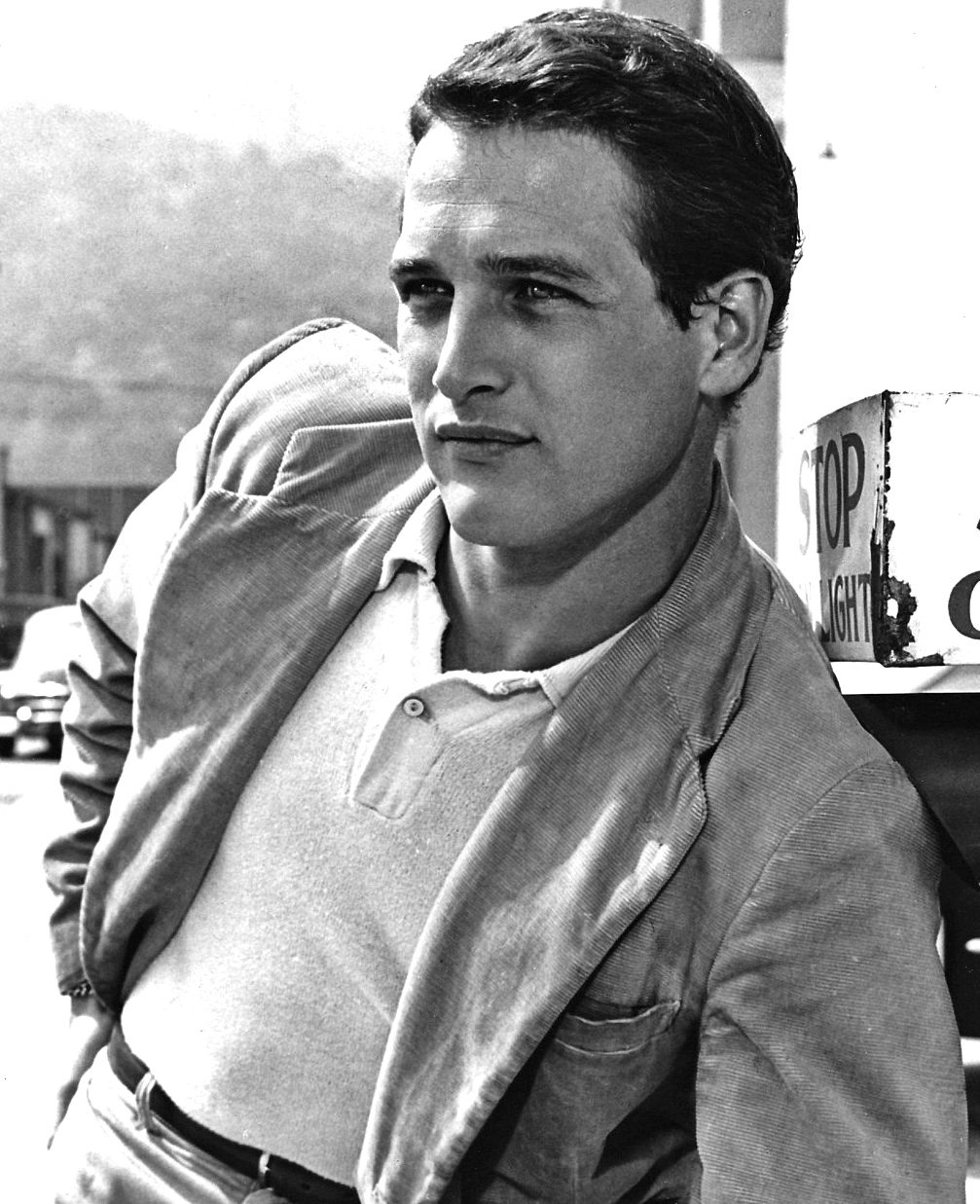
پل نیومن در سال ۱۹۵۴ لباس غیررسمی آیوی لیگ را پوشید که شامل کت اسپورت و تی‌شرت یقه‌دار بود.

آیوی لیگ سبکی از لباس مردانه است که در اواخر دهه ۱۹۵۰ در شمال‌شرقی ایالات متحده رایج بود و گفته می‌شود که از سبک لباس پوشیدن در دانشگاه‌ها، به ویژه در دانشگاه‌های آیوی لیگ منشأ گرفته‌است.